# Fdjeux.com (wielerploeg)/2003
Deze pagina geeft een overzicht van de wielerploeg Fdjeux.com in 2003.
| Naam                    | Geboortedatum | Nationaliteit       | Ploeg 2002             |
| ----------------------- | ------------- | ------------------- | ---------------------- |
| Sandy Casar             | 02-02-1979    | Frankrijk           |                        |
| Jimmy Casper            | 28-05-1978    | Frankrijk           |                        |
| Baden Cooke             | 12-10-1978    | Australië           |                        |
| Carlos Da Cruz          | 20-12-1947    | Frankrijk           |                        |
| David Derepas           | 09-03-1978    | Frankrijk           | Phonak Hearing Systems |
| Jacky Durand            | 10-02-1967    | Frankrijk           |                        |
| Bernhard Eisel          | 12-02-1981    | Oostenrijk          | Mapei-Quickstep        |
| Nicolas Fritsch         | 19-12-1978    | Frankrijk           |                        |
| Arnaud Gérard           | 06-10-1984    | Frankrijk           | Stagiair               |
| Philippe Gilbert        | 05-07-1982    | België              |                        |
| Frédéric Guesdon        | 14-10-1971    | Frankrijk           |                        |
| Régis Lhuiller          | 28-05-1980    | Frankrijk           |                        |
| Bradley McGee           | 24-02-1976    | Australië           |                        |
| Christophe Mengin       | 03-09-1968    | Frankrijk           |                        |
| Mickael Pichon          | 17-09-1973    | Frankrijk           | Bonjour                |
| Mark Renshaw            | 22-10-1982    | Australië           | Stagiair               |
| Jean-Cyril Robin        | 27-08-1969    | Frankrijk           |                        |
| Jérémy Roy              | 22-06-1983    | Frankrijk           |                        |
| Fabien Sanchez          | 03-03-1983    | Frankrijk           |                        |
| Pierre Bernard Vaillant | 17-01-1983    | Frankrijk           | Stagiair               |
| Benoit Vaugrenard       | 05-01-1982    | Frankrijk           |                        |
| Nicolas Vogondy         | 08-08-1977    | Frankrijk           |                        |
| Bradley Wiggins         | 28-04-1980    | Verenigd Koninkrijk |                        |
| Matthew Wilson          | 01-10-1977    | Australië           |                        |

1997 · 1998 · 1999 · 2000 · 2001 · 2002 · 2003 · 2004 · 2005 · 2006 · 2007 · 2008 · 2009 · 2010 · 2011 · 2012 · 2013 · 2014 · 2015 · 2016 · 2017 · 2018 · 2019 · 2020 · 2021 · 2022 · 2023 · 2024 · 2025